# Casa Colectiva América
La Casa Colectiva América es el tercer edificio construido por la Comisión Nacional de Casas Baratas (CNCB). Se encuentra en el barrio de San Telmo, en la ciudad de Buenos Aires, Argentina.
La CNCB construyó en Buenos Aires un primer edificio de departamentos, seguido por distintos barrios de manzanas subdivididas en lotes angostos por pasajes, y compuestos por casas unifamiliares. Más tarde se construyó la Casa Colectiva Bernardino Rivadavia (1921), y finalmente en 1937 se terminó la América. 
Existió un concurso de proyectos arquitectónicos para esta casa colectiva ya en noviembre de 1929, siendo el ganador el presentado por los arquitectos Manuel Levingston y Alberto Rodríguez Ercheto. Este comprendía 4 pabellones unidos por el fondo, dejando entre ellos 3 patios internos. Este proyecto no fue concretado.
El edificio definitivo es atribuido por algunas fuentes a Estanislao Pirovano, un importante arquitecto que entre otras cosas se encargó de restaurar el edificio del antiguo Congreso Nacional (luego absorbido por el edificio del Banco Hipotecario Nacional, hoy sede de la AFIP), proyectó grandes residencias para familias de clase alta y el diario La Nación en la calle Florida.
La Casa América, de estilo racionalista de moda en los años '30, se caracteriza por ocupar un lote particularmente grande, de prácticamente un cuarto de manzana, por su disposición en forma de "U" con un patio de acceso con bancos públicos y juegos infantiles y por tener una planta más en uno de sus extremos que en el otro, aprovechando el fuerte desnivel de la barranca sobre la cual fue construida.
El edificio tiene 97 departamentos distribuidos en tres bloques con accesos independientes, y fue el primero de la CNCB en tener ascensores para llegar a los pisos superiores. Consta de planta baja,  3 pisos del lado de la calle Balcarce, y 4 pisos del lado que da hacia la Avenida Paseo Colón.